# Pleurodema
Pleurodema là một chi động vật lưỡng cư trong họ Leiuperidae, thuộc bộ Anura. Chi này có 15 loài và không bị đe dọa tuyệt chủng.

## Các loài
Dưới đây là các loài được ghi nhận bởi ASW
- Pleurodema alium Maciel & Nunes, 2010
- Pleurodema bibroni Tschudi, 1838
- Pleurodema borellii (Peracca, 1895)
- Pleurodema brachyops (Cope, 1869)
- Pleurodema bufoninum Bell, 1843
- Pleurodema cinereum Cope, 1878
- Pleurodema cordobae Valetti, Salas & Martino, 2009
- Pleurodema diplolister (Peters, 1870)
- Pleurodema guayapae Barrio, 1964
- Pleurodema kriegi (Müller, 1926)
- Pleurodema marmoratum (Duméril & Bibron, 1840)
- Pleurodema nebulosum (Burmeister, 1861)
- Pleurodema somuncurense  (Cei, 1969)
- Pleurodema thaul (Lesson, 1826)
- Pleurodema tucumanum Parker, 1927

## Hình ảnh

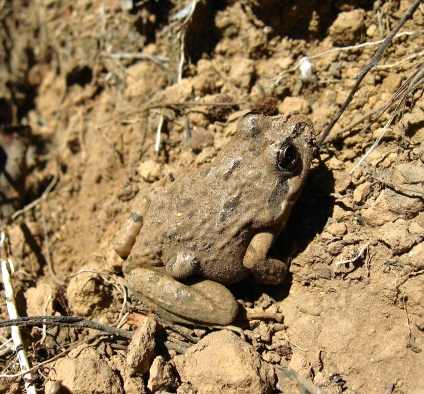
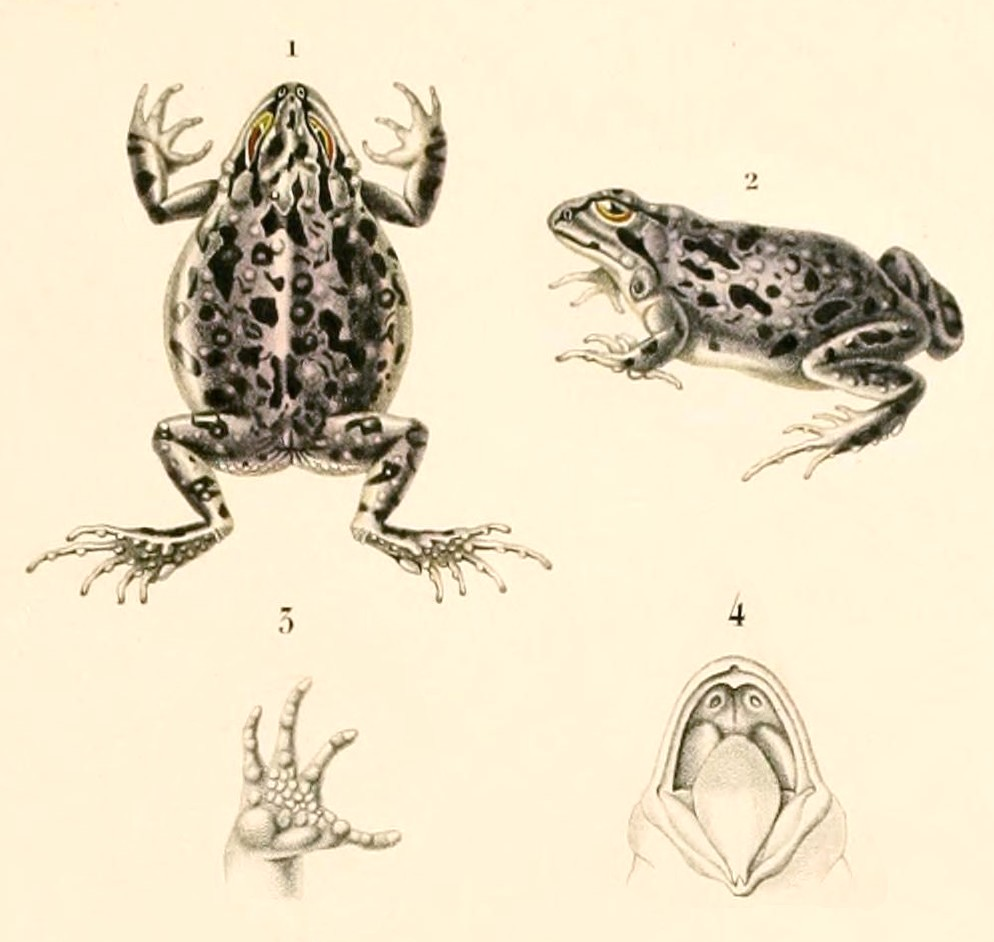